# Points of Authority
Singles de Linkin Park
Papercut
(2002) Somewhere I Belong
(2003)
Point Of Authority est une chanson du groupe de nu metal américain Linkin Park, présente dans leur premier album Hybrid Theory. Il existe un remix de cette chanson appelée Pts.OF.Athrty, sortie en single en 2002. Cette seconde version a atteint la 29e place du Modern Rock Track Chart. Avec Pushing Me Away ou A Place for my Head, c'est l'une des chansons les plus jouées en concert, parmi les chansons qui ne sont pas des singles. Une autre remix de cette chanson existe ainsi que la démo (Oh No) dans les Linkin Park Underground.

## Clip vidéo
Le clip de Points of Authority est composé de plusieurs images tournées lors de différents concerts de la période Hybrid Theory. On y voit des images du groupe en live en train de chanter Points of Authority, mais aussi des images de leurs vies entre les concerts.
Le remix de Pts.OF.Athrty possède lui aussi sa vidéo, une bataille entre robots dont les têtes sont celles des membres de Linkin Park, et une race extraterrestre.
À la fin de la vidéo, le commandant de la race extra-terrestre essaie de lutter contre les tentacules bleus qui ont été utilisés par les chefs des membres, mais il s'en retrouve enveloppé.